# Về nhà trước trời tối
Home Before Dark là một sê-ri phim truyền hình bí ẩn của Mỹ được sáng tạo bởi Dana Fox và Dara Resnik và được sản xuất cho Apple TV+. Bộ truyện dựa trên câu chuyên có thật của nhà báo trẻ Hilde Lysiak với các diễn viên Brooklynn Prince, Jim Sturgess, Abby Miller, Louis Herthum, Michael Weston, Kiefer O'Reilly, Kylie Rogers, Aziza Scott, Adrian Hough, Joelle Carter, Jibrail Nantambu, Deric McCabe. Nó được công chiếu vào ngày 3 tháng 4 năm 2020.

## Diễn viên
- Brooklynn Prince trong vai Hilde Lisko
- Jim Sturgess trong vai Matthew Lisko
- Abby Miller trong vai Bridget Jensen
- Louis Herthum trong vai Frank Briggs Sr.
- Kiefer O'Reilly trong vai Richie Fife
- Michael Weston trong vai Frank Briggs Jr.
- Kylie Rogers trong vai Izzy Lisko
- Aziza Scott trong vai Mackenzie "Trip" Johnson
- Adrian Hough trong vai Jack Fife
- Joelle Carter trong vai Kim Collins
- Jibrail Nantambu trong vai Donny
- Deric McCabe trong vai Spoon
- Whitney Peak trong vai Alpha Jessica
- Aubrey Arnason trong vai Lucy Fife
- Aundrea Smith trong vai Singer
- Dean Petriw trong vai Young Matt
- Laiken Laverock trong vai Young Kim
- Serge Houde trong vai Roger Collins
- Sharon Lawrence trong vai Carol Collins
- Michael Greyeyes trong vai Sam Gillis

## Danh sách tập
| TT. | Tiêu đề                    | Đạo diễn           | Biên kịch              | Ngày phát sóng gốc |
| --- | -------------------------- | ------------------ | ---------------------- | ------------------ |
| 1 | "Magic Hour"               | Jon M. Chu         | Dana Fox & Dara Resnik | 3 tháng 4 năm 2020 |
| Young reporter Hilde Lisko and her family are settling into their new lives in a small town, then a shocking event changes everything. |                            |                    |                        |                    |
| 2 | "Never Be the Same"        | Jon M. Chu         | Garrett Lerner         | 3 tháng 4 năm 2020 |
| Hilde learns more about Erie Harbor's secrets; her father, Matt, is forced to face his past and reconnect with his own father. |                            |                    |                        |                    |
| 3 | "Sting Like a Bee"         | Rosemary Rodriguez | Ann Cherkis            | 3 tháng 4 năm 2020 |
| Chasing down a dangerous lead brings Hilde face to face with a potential suspect; Matt's run-in with an old friend spirals out of control. |                            |                    |                        |                    |
| 4 | "The Bird, Man"            | Rosemary Rodriguez | Carla Ching            | 3 tháng 4 năm 2020 |
| Hilde, Donny and Spoon track down Birdman, a mysterious outcast who may have important information about the Richie Fife case. |                            |                    |                        |                    |
| 5 | "The Green Bike"           | Kat Candler        | Joe Hortua             | 3 tháng 4 năm 2020 |
| Hilde is convinced that the wrong person was convicted in the Richie Fife case 30 years ago and sets out to prove it. |                            |                    |                        |                    |
| 6 | "88 Miles an Hour"         | Kat Candler        | Lucas O'Connor         | 3 tháng 4 năm 2020 |
| As the 1980s dance looms, Hilde and Matt find a promising new lead in the investigation; Frank breaks ranks to get the root of the case. |                            |                    |                        |                    |
| 7 | "Search Party"             | Jim McKay          | Thembi L. Banks        | 3 tháng 4 năm 2020 |
| When Hilde goes missing, Matt is forced to confront his worst nightmare. Sam has escaped from the police. |                            |                    |                        |                    |
| 8 | "The Future Is Female"     | Jim McKay          | Hillary Cunin          | 3 tháng 4 năm 2020 |
| Hilde creates a movement to root out corruption in Erie Harbor; Matt and Bridget try to mend their relationship. |                            |                    |                        |                    |
| 9 | "Superhero Monster Slayer" | Kate Woods         | Dara Resnik & Dana Fox | 3 tháng 4 năm 2020 |
| A break in the Richie Fife case results in a surprise arrest; Matt and Hilde take a road trip to learn more about the suspect. |                            |                    |                        |                    |
| 10 | "Bigger Than All of Us"    | Rosemary Rodriguez | Russel Friend          | 3 tháng 4 năm 2020 |
| Significant new evidence is dredged up from a nearby lake; Hilde discovers that it's the beginning of a much larger mystery when Richie is missing from the van. Later, it's revealed that Richie survived the accident and washed up on the land. |                            |                    |                        |                    |